# Borschtschowotschnygebirge
Das Borschtschowotschnygebirge (russisch Борщовочный хребет / Borschtschowotschny chrebet) ist ein bis zu 1500 m hohes Mittelgebirge in Südsibirien, Russland.
Als Teil der Südsibirischen Gebirge liegt es südlich des Flusses Schilka im südöstlichen Teil Transbaikaliens. Südlich wird der Kamm im Westteil von der in den Onon mündenden Unda, im Ostteil vom in den Argun mündenden Gasimur begrenzt. Die hauptsächlich aus Graniten gebildete Gebirgskette erstreckt sich über etwa 450 km vom Zusammenfluss von Ingoda und Onon zur Schilka im Westen bis zum Zusammenfluss von Schilka und Argun zum Amur im Nordosten. Der Kamm ist abgerundet und schwach gegliedert, die Hänge meist flach.
In den niederen Lagen überwiegt Steppenvegetation, die höher, ab etwa 700 m, meist in Lärchentaiga und schließlich in Sibirisches Zirbelkiefern-Krummholz übergeht. Die Gipfel der höchsten Erhebungen, über 1200 m, sind oft kahl. Daher ist Golez Namensbestandteil vieler Berge (Plural golzy; von russisch goly für nackt, kahl): Undinski Golez, Botowski Golez, Bogatschinski Golez, Natschinski Golez (mit 1498 m die höchste Erhebung).
Das eigentliche Gebirge ist mit Ausnahme des äußersten Westteils praktisch unbesiedelt. Es wird von zwei befestigten Straßen überquert (Nertschinsk-Balei, Sretensk-Gasimurski Sawod).
Bei Balei an der Südwestflanke des Gebirges werden bedeutende Goldlagerstätten abgebaut. Norilsk Nickel will bis 2011 gemeinsam mit der Russischen Staatsbahn eine 375 Kilometer lange Eisenbahnstrecke, abzweigend von der Strecke nach Krasnokamensk bis in das Gasimurtal zu bauen, um die dortigen Molybdän-, Antimon-, Kupfer-, Gold- und weitere Erzvorkommen zu erschließen.